# Fragments of a Dream
| Recensione | Giudizio |
| ---------- | -------- |
| AllMusic   |          |

Fragments of a dream è un album in studio del gruppo musicale cileno Inti-Illimani, del chitarrista australiano John Williams e del chitarrista spagnolo Paco Peña, pubblicato nel 1987.

## Descrizione
L'album è stato realizzato grazie alla collaborazione degli Inti-Illimani, di John Williams, chitarrista classico, e di Paco Peña, chitarrista di flamenco, collaborazione iniziata nel 1980. 
Il disco presenta alcuni brani appartenenti al repertorio degli Inti-Illimani, Danza di Cala Luna, El mercado Testaccio e Danza, appositamente riarrangiati, con due nuove parti di chitarra, in funzione della presenza dei due chitarristi.
Tre brani, El carnaval, Fragmentos de un sueño e La ciudad provengono dalla colonna sonora, realizzata dagli Inti-Illimani, dello spettacolo teatrale Un vuelo sobre los Andes di Víctor Contreras (rappresentato, con il gruppo a suonare dal vivo, nel 1986, nel teatro Volksbühne della allora Berlino Est).
Cristalino e La calahorra sono due brani per chitarra solista: il primo scritto da Horacio Salinas appositamente per John Williams e da lui eseguito, il secondo scritto ed eseguito da Paco Peña.
La musica de La preguntona si ispira ad una sevillana fatta conoscere ad Horacio Salinas da Paco Peña. Sempre Paco Peña ha fatto conoscere al gruppo l'altra sevillana presente nel disco, En libertad, entrata poi stabilmente nel loro repertorio dal vivo.
L'album è stato pubblicato in LP, musicassetta e CD da varie etichette in numerosi paesi. In Italia è stato distribuito, a seconda dei formati e dei tempi, dall'etichetta omonima del gruppo, Inti-Illimani, da BMG Ariola e da CGD. Nel resto d'Europa, in Australia, Canada e Stati Uniti dalla CBS. In Cile è stato invece pubblicato dalla Alerce con il titolo ispanizzato Fragmentos de un sueño. Nel 2015 è stato inoltre distribuito in download digitale.

## Tracce
1. Danza di Cala Luna (Horacio Salinas) – 4:28
2. El corazón a contraluz (Horacio Salinas) – 6:31
3. Cristalino (Horacio Salinas) – 5:13
4. La preguntona (Patricio Manns, Horacio Salinas) – 3:36
5. El carnaval (Horacio Salinas) – 5:45
6. Fragmentos de un sueño (Horacio Salinas) – 3:53
7. La ciudad (Víctor Contreras, Horacio Salinas) – 4:17
8. El mercado Testaccio (Horacio Salinas) – 4:21
9. La calahorra (Paco Peña) – 4:38
10. En libertad (Manuel Garrido, José Manuel Moya) – 2:49
11. Danza (Horacio Salinas) – 6:16

Durata totale: 51:47

## Formazione
- John Williams - chitarra
- Paco Peña - chitarra
- Jorge Coulón
- Max Berrú
- Horacio Salinas
- Horacio Duran
- José Seves
- Marcelo Coulón
- Renato Freyggang